# Ламздорфы
Ламздорф (нем. von der Wenge genannt Lambsdorff) — род остзейского дворянства, происходящий из Вестфалии. В Прибалтике осел в начале XV века. Пожалован графским титулом (1817).
Род внесён в дворянский матрикул Курляндской и в V часть родословной книги Санкт-Петербургской (Гербовник, X, 5), Лифляндской губернии (1800).
Высочайшим повелением (01 сентября 1894) генерал-лейтенанту Константину Ламздорфу разрешено присоединить к настоящей его фамилии и гербу — фамилию и герб Галаганов и именоваться впредь графом Ламздорфом-Галагановым с тем, чтобы в нисходящем его потомстве фамилия Галагана переходила всегда к одному только старшему в роде и чтобы с присоединением фамилии Галаганов не сопрягалось никакого преимущества в праве наследования.

## История рода
Прямая поколенная роспись начинается с Отто фон Ламесторпе (ок. 1280 — до 1367), внук которого Герд фон Ламсторп (ок. 1355 — после 1427) был вассалом Ливонского ордена в Эстляндии. Его потомки — дворяне герцогства Курляндского. Томас Ламздорф получил от гроссмейстера ливонского ордена лен в Лифляндии (1464).
В начале XVII века ротмистр Бартольд фон Ламздорф служил в войске царя Василия Ивановича Шуйского, убит казаками по подозрению в измене (24 апреля 1608). В XVIII веке, в период упадка Речи Посполитой, под протекторатом которой находилась Курляндия, многие представители рода Ламздорф перешли на российскую службу. Матвей Фридрих Ламздорф переселился из Лифляндии в Курляндию в начале XVII века, он имел сына Фридриха, внука Георга-Вильгельма. Георг Вильгельм Ламздорф (5 апреля 1690 — 15 ноября 1740, Рига), владелец имения Тришкан, служил в разных полках, в ходе конфликта с Персией участвовал в боях на границе (1732), во время войны за Польское наследство принимал участие в осаде Данцига (1734), полковник Рижского гарнизона (с 1738).
Его сын Иван (Иоганн-Рейнгольд) Юрьевич Ламздорф, служил в российской армии и был командиром Венденского пехотного полка, и оставил двух сыновей: Якова Ивановича (1743—1810) служил генерал-лейтенантом и затем в чине тайного советника был Псковским гражданским губернатором и Матвей (Густав-Матиас) Иванович (1745—1828) был генералом от инфантерии и членом Государственного совета Российской империи.

## Графская ветвь
- Иван Юрьевич фон Ламздорф (1715—1789)
  - Яков Иванович Ламздорф (1743—1810)
  - Матвей Иванович Ламздорф (1745—1828) — воспитатель императора Николая I, генерал от инфантерии и член Государственного совета, 1 июля 1818 года был возведён в графское достоинство Российской империи. От брака с Анной фон Бётлинг он имел шесть сыновей и трёх дочерей:
    - Софья Матвеевна (1788—1872), замужем за полковником Г. В. Остен-Дризеном.
    - Амалия-Доротея Матвеевна (1797—1834), замужем за командиром Отдельного корпуса внутренней стражи генералом от инфантерии Николаем Ивановичем Гартунгом.
    - Анна (Анна Фредерика Катарина) Матвеевна (1798—1876), замужем за генерал-адъютантом бароном Иваном Фёдоровичем Деллингсгаузеном
    - камергер Иван (Иоганн Левин) Матвеевич (1781—1852), женат на баронессе Иоанне Мантейфель и оставил двух сыновей и четырёх дочерей:
      - Густав Иванович (1814—1905)
      - Николай Иванович (1817—1866)
      - Анна Ивановна (1810—1885), замужем за бароном Кошкулем
      - Каролина Ивановна (1811—1885), замужем за фон Бергом
      - Констанция Ивановна (1812—1903)
      - Екатерина Ивановна (1818—1842)

    - Яков (Густав Якоб) Матвеевич (1784—1835) — генерал-майор
    - Константин Матвеевич (1785—1812) — в чине поручика убит в сражении при Бородино
    - Александр (Александр Эммануил) Матвеевич (1794—1843), имел пятерых сыновей и трёх дочерей:
      - Иван Александрович (1817—1886) — мореплаватель, в честь него назван мыс Ламсдорфа (название на карты наносится с искажением фамилии): Охотское море, залив Академии[2].
      - Георг Александрович (1820—1890)
        - Александр Георгиевич (1843—1913)
          - Арвед (1875—1939)
            - Герберт (1899—1976)
              - Отто (1926—2009)
              - Хаген (род. 1935)
                - Александр (род. 1966)

      - Николай Александрович (1828—1891)
      - Анна Александровна (1819—1839), замужем за фон Франком
      - Иоанна Александровна (1821—1905)
      - Луиза Александровна (Ум. 1888)
      - Карл Александрович (1837—1914)
      - Фёдор Александрович (1839—1902)

    - Фёдор (Фридрих Петер Николаус) Матвеевич (1800—1855) — полковник в отставке
    - Николай (Николаус) Матвеевич (1804—1877) — генерал-майор, директор Лесного департамента, от брака с Александрой фон Рённе имел четырёх сыновей:
      - Николай Николаевич (1831—1879)
      - Александр Николаевич (1835—1902) — гофмейстер и почётный опекун; его сыновья:
        - Николай Александрович (1860—1906) — егермейстер, секретарь императрицы Александры Фёдоровны
        - Павел Александрович (1860—1885) — мичман

      - Владимир Николаевич (1845—1907) — министр иностранных дел Российской империи
      - Константин Николаевич (1841—1900) — генерал-майор, командир лейб-гвардии Конно-гренадерского полка, после смерти Г. П. Галагана (дяди своей жены) унаследовал усадьбу Сокиринцы, с 1894 года носил двойную фамилию Ламздорф-Галаган.
        - граф Павел Константинович Ламздорф-Галаган (4 января 1879, Петергоф — 6 ноября 1954, Иси ле Мулино, под Парижем) — статский советник (1915), камер-юнкер (1905) — в 1914—14 товарищ (заместитель) статс-секретаря 1-го Законодательного департамента Государственного совета, в 1915-17 — помощник управляющего Земским отделом Министерства внутренних дел, после октября 1917 — в эмиграции, вице-президент Союза русских дворян во Франции.
          - Ламсдорф, Григорий Павлович (1910—2004) — писатель-эмигрант, командир гвардейского батальона Русской освободительной армии (РОА).

        - граф Николай Константинович Ламздорф-Галаган (11 августа 1881 — 9 мая 1951)